# Floridocassis
Floridocassis là một chi bọ cánh cứng trong họ Chrysomelidae.
Chi này được miêu tả khoa học năm 1952 bởi Spaeth in Hincks.

## Các loài
Chi này gồm các loài:
- Floridocassis repudiata (Suffrian, 1868)